# Скирко, Виталий Фёдорович
Скирко Виталий Фёдорович (род. 18 декабря 1930, Кривой Рог) — советский строитель и проектировщик. Лауреат Премии Совета Министров СССР (1983).

## Биография
Родился 18 декабря 1930 года в городе Кривой Рог.
В 1951—1954 годах — десятник треста «Омскстрой».
С 1954 года в городе Кривой Рог: в 1954—1956 годах — техник института «Кривбасспроект», с 1956 года — старший инженер, руководитель группы, начальник строительного отдела, заместитель начальника проектной части института «Механобрчермет». В 1959 году окончил Днепропетровский инженерно-строительный институт.
Член Союза архитекторов Украины, автор 13 научных трудов.

## Награды
- Премия Совета Министров СССР (1983) — за реконструкцию обогатительной фабрики № 2 ЮГОКа;
- Орден «Знак Почёта»;
- Медаль «За трудовую доблесть».